# Lijst van voetbalinterlands Amerikaanse Maagdeneilanden - Bermuda
Deze lijst van voetbalinterlands is een overzicht van alle officiële voetbalwedstrijden tussen de nationale teams van de Amerikaanse Maagdeneilanden en Bermuda. De landen speelden tot op heden een keer tegen elkaar. Dat was een kwalificatiewedstrijd voor de Caribbean Cup 2007 op 27 september 2006 in Charlotte Amalie.

## Wedstrijden
| № | Plaats           | Datum             | Competitie                      | Wedstrijd                 | Uitslag |
| - | ---------------- | ----------------- | ------------------------------- | ------------------------- | ------- |
| 1 | Charlotte Amalie | 27 september 2006 | Caribbean Cup 2007 kwalificatie | Bermuda − Am. Maagdeneil. | 6 − 0   |

## Samenvatting
| Competitie                 | Totaal gespeeld | Winst Am. Maagdeneil. | Gelijk | Winst Bermuda | Doelsaldo Am. Maagdeneil. – Bermuda |
| -------------------------- | --------------- | --------------------- | ------ | ------------- | ----------------------------------- |
| Caribbean Cup-kwalificatie | 1               | 0                     | 0      | 1             | 0 − 6                               |
| Totaal                     | 1               | 0                     | 0      | 1             | 0 − 6                               |

Wedstrijden bepaald door strafschoppen worden, in lijn met de FIFA, als een gelijkspel gerekend.